# Calamotropha haplorus
Calamotropha haplorus là một loài bướm đêm trong họ Crambidae.